# Tala Madani
Tala Madani (1981) es una artista nacida en Tehran, Irán conocida por sus pinturas, dibujos y animaciones contemporáneas. Vive en Los Ángeles, California.

## Educación
Madani nació en Teherán, Irán, en diciembre de 1981.  Desde los siete años estudió caligrafía y pintura.  En 1994 se mudó a Oregón, donde se graduó en la Universidad Estatal de Oregón en Corvallis, Oregón en 2004 con una licenciatura en ciencias políticas y artes visuales. En 2003 trabajó en Berlín con el Consejo Alemán de Asuntos Exteriores y trabajó con un experto en asuntos iraníes.  En 2006, se graduó de la Escuela de Arte de la Universidad de Yale en New Haven, Connecticut, con una maestría en bellas artes en pintura.

## Trayectoria
Madani es conocida por su uso de imágenes sexuales exageradas y caricaturescas en sus pinturas.  Su trabajo a menudo se centra en la relación entre el adulto y el niño, teniendo muchas de sus obras imágenes de hombres en posiciones tradicionalmente infantiles, jugando con sus anos, fluidos corporales y penes. Las pinturas utilizan humor satírico y son muy sueltas en su ejecución.
Madani trabaja capturando el momento en que surge una idea en los cuadernos de bocetos y lo traduce mediante el uso de pinceladas decisivas y líneas fuertes en sus pinturas. Esta metodología sirve como ejemplo visual de los impulsos del mundo real que se reprimen.  En 2008, Madani comenzó a incorporar animación en su trabajo, como un intento de llevar la pintura a la acción.
El trabajo de Madani se incluyó en la Bienal de Whitney de 2017 celebrada en el Museo Whitney de Arte Americano en la ciudad de Nueva York.  

## Premios
Los premios que ha recibido incluyen el de la Fundación Louis Comfort Tiffany (2013), el Premio Catherine Doctorow de Pintura Contemporánea (2013), el Premio de Arte De Volkskrant (2012), el Centro de Arte Pinchuk (2012), la Beca Van den Berch van Heemstede Stichting (2008) y Beca Kees Verwey (2007).  En septiembre de 2022, se abrió la primera encuesta norteamericana del trabajo de Madani en The Geffen Contemporary en MOCA, Los Ángeles..